# Люблянская мечеть
Исламский религиозно-культурный центр (словен. Islamski versko-kulturni center), также известный как мечеть Любляны (Džamija V Ljubljani) или Люблянская мечеть (Ljubljanska džamija) — суннитская мечеть и культурный центр, расположенный в районе Безиград в Любляне (Словения). Комплекс включает мечеть, библиотеку, фонтан и т. д.
В 1960-х и 70-х годах в Словению переехало большое количество мусульман из соседних югославских республик. В 1969 году они впервые попросили разрешение на строительство мечети, но их просьба была отклонена. В 1990-х они вновь безуспешно пытались добиться строительства мечети. По переписи населения 2002 года, 2,4 % населения Словении (около 47 000 человек) составляют мусульмане (См. Ислам в Словении). Вместе с Афинами, Любляна была одной из немногих европейских столиц, в которой не было мечети.
В декабре 2003 года муниципалитет Любляны выдал официальное право на строительство мечети, но радикально настроенные антиисламские активисты собрали 12 тысяч подписей под призывом запретить возводить здание, чем вызвали отсрочку строительства. В июле 2004 года Конституционный суд отменил референдум, как «посягающий на права религиозных меньшинств, гарантированных Конституцией» .
На втором референдуме, проведённом в декабре 2008 года, подписавшиеся требовали не допустить строительства 40-метрового минарета мечети. 25 декабря 2008 года после долгих дискуссий был одобрен дизайн культурного центра.
Мечеть была открыта для широкой публики в феврале 2020 года.